# Nicholia eriogoni
Nicholia eriogoni är en insektsart som beskrevs av Knight 1929. Nicholia eriogoni ingår i släktet Nicholia och familjen ängsskinnbaggar. Inga underarter finns listade i Catalogue of Life.